# TuS Dornberg
Der TuS Dornberg (vollständiger Name: Turn- und Sportverein Dornberg 02 e. V.) ist ein Sportverein aus dem Bielefelder Stadtteil Großdornberg. Die erste Fußballmannschaft spielte ein Jahr in der fünftklassigen NRW-Liga und zwei Jahre lang in der fünftklassigen Oberliga Westfalen. Neben Fußball bietet der Verein die Sportarten Volleyball, Turnen und Badminton an.

## Geschichte

### Frühe Jahre (1902 bis 1999)
Der Verein wurde im Jahr 1902 gegründet. Wann die Fußballabteilung gegründet wurde, ist unbekannt. Die Fußballer spielten jahrzehntelang lediglich auf Kreisebene, ehe es Mitte der 1970er Jahre den ersten Aufschwung gab. 1975 wurde der TuS Dornberg erstmals Bielefelder Kreismeister und stieg in die Bezirksliga auf. Ein Jahr später gelang der Mannschaft der Durchmarsch in die damals viertklassige Landesliga Westfalen durch einen Sieg im Entscheidungsspiel gegen die SpVgg Fichte Bielefeld. Dort belegten die Dornberger zunächst den elften Platz und wurden danach zweimal in Folge Dreizehnter.
Die erfolgreichste Spielzeit war die Saison 1979/80, als die Dornberger Neunter wurden. Zwei Abstiege in Folge sorgten für die Rückkehr 1982 in die Kreisliga A. Während der Bezirksligasaison 1981/82 holten die Dornberger ganze 3:61 Punkte. Nach Vizemeisterschaften in den Jahren 1989, 1992 und 1993 hinter dem VfL Schildesche, dem TuS Einigkeit Hillegossen bzw. dem SC Halle gab es während der Saison 1994/95 gab es noch einmal ein kurzes Bezirksligagastspiel, ehe finanzielle Probleme zum sportlichen Absturz führten. 1997 ging es hinunter in die Kreisliga B, vor die Dornberger zwei Jahre später in der Kreisliga C, der untersten Spielklasse ankamen.

### Aufschwung (1999 bis 2012)

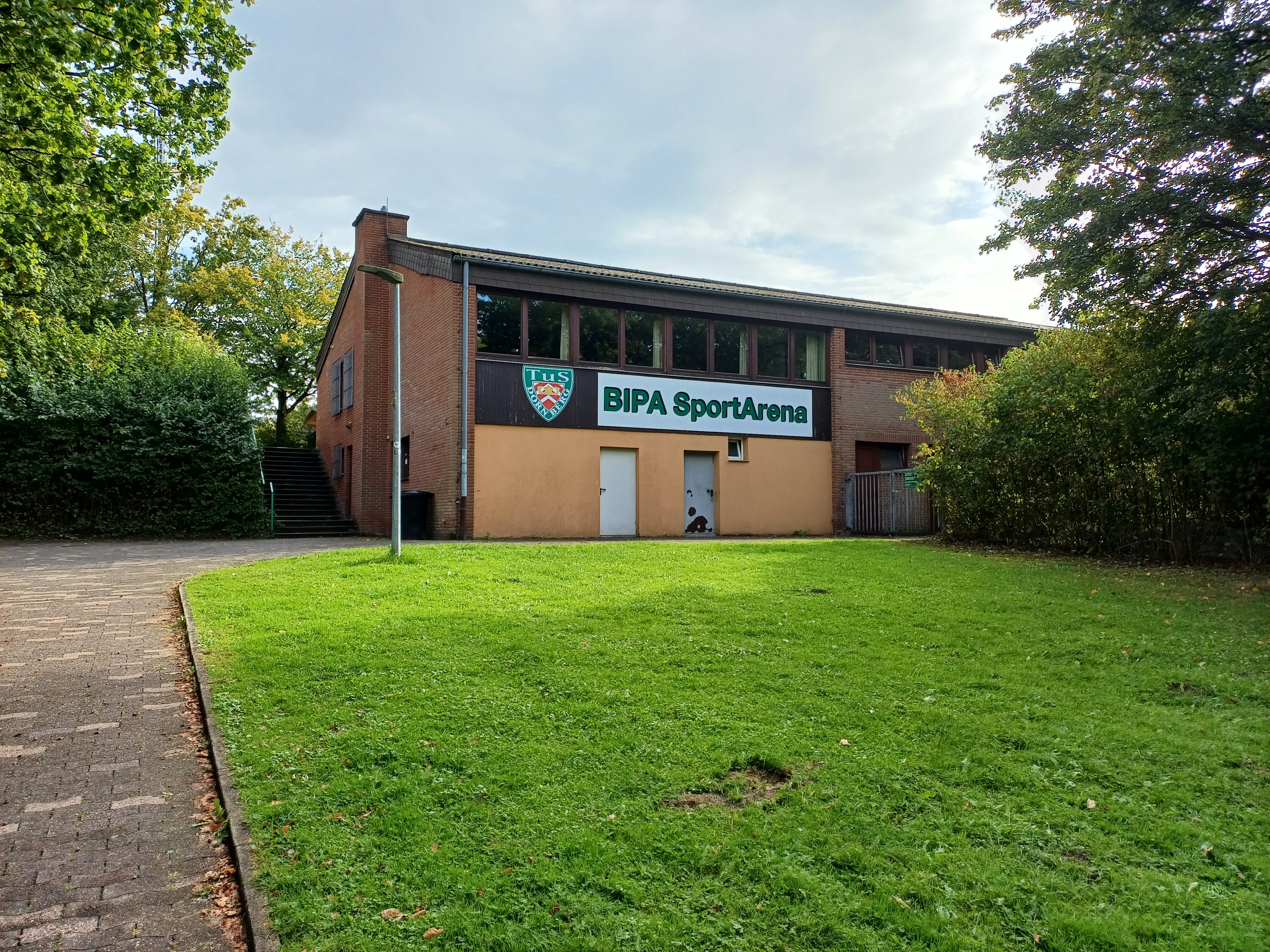
Die BIPA Sportarena

Die sportliche Wende begann im Jahre 1999, als eine Sponsorengruppe unter Führung des ehemaligen Sat. 1-Nachrichtensprechers Hans-Hermann Gockel den Verein übernahm. Fünf Aufstiege in Folge brachten die Dornberger bis zum Jahre 2004 in die Verbandsliga Westfalen. Einen großen Anteil am Aufschwung hatte Stürmer Tony Agyemang, der während der fünf Jahre über 150 Tore erzielte. Der Sprung in die Verbandsliga erwies sich jedoch als zu groß, so dass der Abstieg in die Landesliga die Folge war. Der direkte Wiederaufstieg wurde unter dem neuen Trainer Jürgen Prüfer verpasst. Mit fünf Punkten Rückstand auf Mitabsteiger SC Wiedenbrück 2000 wurden die Dornberger nur Vizemeister.
Nach einem Jahr im Mittelfeld der Tabelle schaffte die Mannschaft in der Saison 2007/08 die Meisterschaft und den Wiederaufstieg in die mittlerweile in Westfalenliga umbenannte Spielklasse. Zwar verloren die Dornberger am letzten Spieltag mit 1:0 bei FT Dützen, profitierte aber von dem 3:3-Unentschieden des Konkurrenten Union Minden beim VfB Fichte Bielefeld. Nach einem neunten Platz in der Aufstiegssaison 2008/09 übernahm Mario Ermisch das Traineramt. Er führte die Mannschaft zunächst auf Platz fünf und in der Saison 2010/11 zur Meisterschaft. Am vorletzten Spieltag wurde der Titel durch ein 2:2 gegen die zweite Mannschaft des SC Paderborn 07 perfekt gemacht und der TuS Dornberg stieg in die NRW-Liga auf. Abteilungsleiter Hans-Werner Freese sprach scherzhaft davon, dass sich der Verein „verlaufen“ habe.
Da es in der NRW-Liga-Saison 2011/12 keine Absteiger gab, ging der Verein gelassen in die Saison. Schließlich wurden die Dornberger Zwölfter, besiegten den Meister FC Viktoria Köln zu Hause mit 1:0 und kamen zu einem 2:0-Auswärtssieg beim ehemaligen Bundesligisten KFC Uerdingen 05. Dennoch musste Trainer Frederic Kollmeier am Saisonende gehen. Während der Saison zog sich der Hauptsponsor Hartmut Ostrowski zurück, so dass der Etat für die kommende Spielzeit um 60 Prozent verkleinert werden musste. Ein zwischenzeitlich geplanter Rückzug wurde verworfen. Auf lokaler Ebene konnten die Dornberger viermal die Bielefelder Hallenstadtmeisterschaft gewinnen. Die Mannschaft setzte sich 2003 gegen Arminia Bielefeld Amateure, 2010 gegen den VfL Theesen, 2011 gegen den TuS Ost Bielefeld und 2012 gegen den VfR Wellensiek durch. 2004 und 2008 wurden die Endspiele gegen die Amateure von Arminia Bielefeld jeweils verloren.

### Gegenwart (seit 2012)

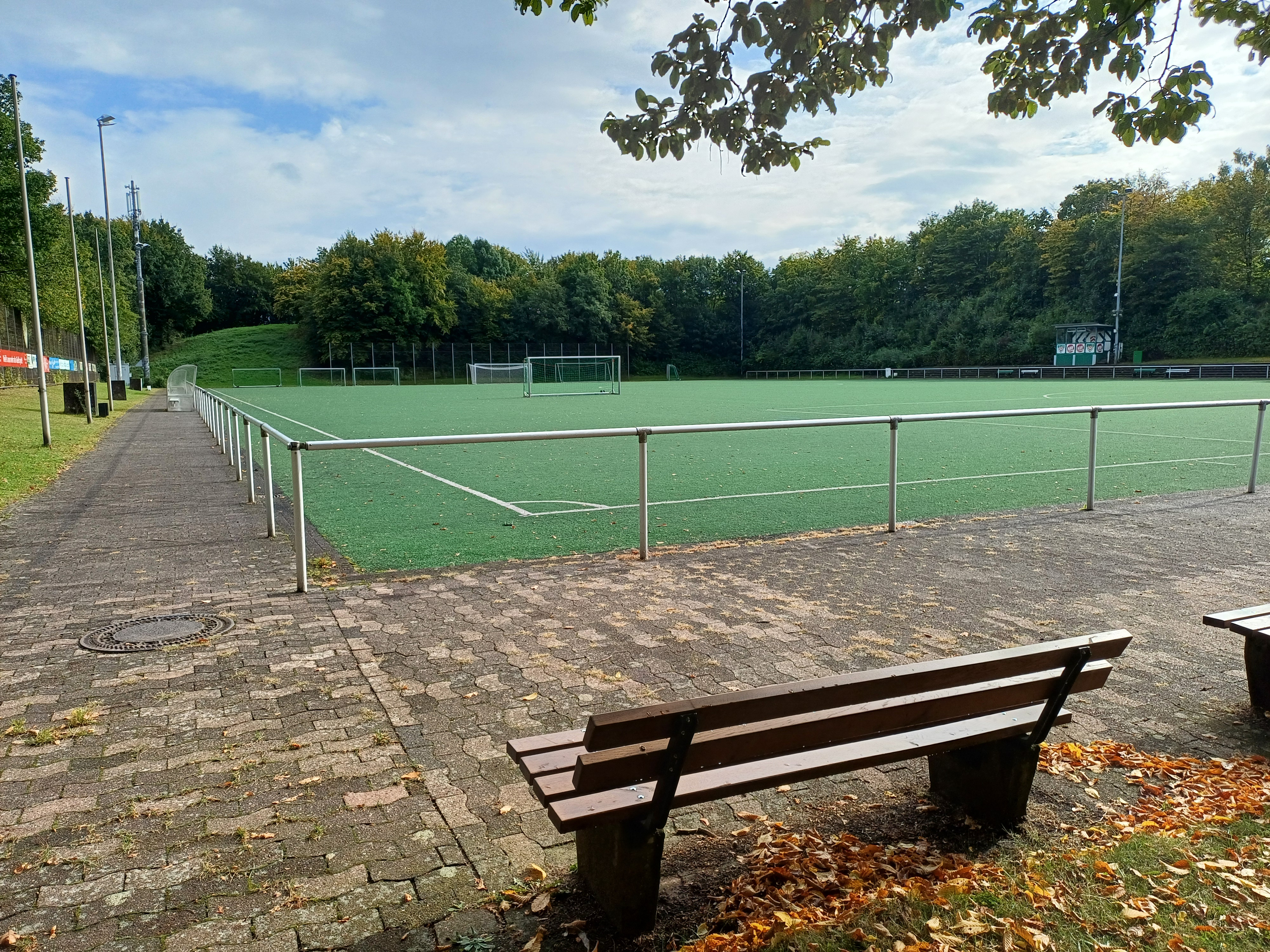
Spielfeld

Von 2012 an trat der Verein in der wieder eingeführten Oberliga Westfalen an. Das Traineramt übernahm Zafer Atmaca. Die Mannschaft geriet in der Saison 2012/13 in den Abstiegskampf und konnte sich erst am letzten Spieltag trotz einer 2:4-Niederlage beim FC Gütersloh 2000 retten. Nachdem die Dornberger in der Saison 2013/14 aus den ersten elf Spielen nur drei Punkte holten, musste Trainer Atmaca im Oktober 2013 gehen. Nachfolger wurde István Gál, der den Abstieg als Tabellenletzter nicht verhindern konnte. Tiefpunkt der Saison war das Heimspiel gegen den SC Roland Beckum, das nur 50 Zuschauer sehen wollten. Zur Saison 2014/15 starteten die Dornberger mit einem runderneuerten Kader, da der Vereinsetat für die Spielzeit gegenüber dem Vorjahr halbiert werden musste.
Anfang Februar 2015 musste Trainer István Gál gehen, nachdem die Mannschaft erneut in Abstiegsgefahr geriet. Nachfolger wurde Ex-Nationalspieler David Odonkor, der nach nur drei Monaten zurücktrat. Odonkor hatte das Auftreten seiner Mannschaft als „hoffnungslos“ bezeichnet. Dornbergs Manager Hans-Werner Freese bezeichnete die Verpflichtung von Odonkor rückblickend als „großen Fehler“. Am Saisonende wurden die Dornberger als Vorletzter in die Landesliga durchgereicht. Dort traten die Dornberger in der Saison 2015/16 allerdings nicht an und machten erst in der Saison 2016/17 in der Bezirksliga weiter. Nach vier Jahren Neuaufbau gelang 2020 der Wiederaufstieg in die Landesliga.

## Stadion
Heimspielstätte des TuS Dornberg ist der Sportplatz Mühlenbrink mit einer Kapazität von 3000 Plätzen. Es gibt keine überdachten Plätze. Der Sportplatz liegt an der Kirchdornberger Straße auf einer Anhöhe und ist von einem kleinen Wald umgeben. Ursprünglich verfügte der Sportplatz über einen Aschebelag. Nach einem Umbau im Jahre 2006 wurde am Mühlenbrink ein Kunstrasen verlegt. Seit 2011 trägt das Stadion den Namen BIPA Sportarena. Namenssponsor ist die Firma BIPA Paletten, ein in Bielefeld-Großdornberg ansässiger Hersteller von Transportpaletten und Gitterboxen.

## Statistik

### Erfolge
- Meister der Westfalenliga 1: 2011
- Meister der Landesliga Westfalen 1: 2004, 2008
- Kreispokalsieger Bielefeld: 2010, 2011, 2012, 2013, 2019, 2020
- Sieger der Bielefelder Hallen-Stadtmeisterschaft: 2003, 2010, 2011, 2012, 2019[11]
- Ü-32-Westfalenmeister: 2019[12]

### Saisonbilanzen
Grün unterlegte Platzierungen kennzeichnen einen Aufstieg während rot unterlegte Platzierungen auf Abstiege hinweisen.
| Saisonbilanzen 1970 bis 1998 |                                |       |       |         |        |
| Saison                       | Liga                           | Level | Platz | Tore    | Punkte |
| 1970/71                      | 1. Kreisklasse Bielefeld       | VI    | 07.   | 043:043 | 28:28  |
| 1971/72                      | 1. Kreisklasse Bielefeld       | VI    | 12.   | 036:052 | 26:34  |
| 1972/73                      | 1. Kreisklasse Bielefeld       | VI    | 05.   | 050:048 | 29:31  |
| 1973/74                      | 1. Kreisklasse Bielefeld       | VI    | 10.   | 039:050 | 26:30  |
| 1974/75                      | 1. Kreisklasse Bielefeld       | VI    | 01.   | 060:033 | 44:12  |
| 1975/76                      | Bezirksklasse Westfalen, Gr. 2 | V     | 01.   | 057:031 | 44:16  |
| 1976/77                      | Landesliga Westfalen, Gr. 1    | IV    | 11.   | 036:043 | 28:36  |
| 1977/78                      | Landesliga Westfalen, Gr. 1    | IV    | 13.   | 039:047 | 24:36  |
| 1978/79                      | Landesliga Westfalen, Gr. 1    | V 1   | 13.   | 036:049 | 24:36  |
| 1979/80                      | Landesliga Westfalen, Gr. 1    | V     | 09.   | 033:042 | 28:32  |
| 1980/81                      | Landesliga Westfalen, Gr. 1    | V     | 16.   | 023:075 | 12:48  |
| 1981/82                      | Bezirksliga Westfalen, Gr. 2   | VI    | 17.   | 028:120 | 03:61  |
| 1982/83                      | Kreisliga A Bielefeld, Gr. 1   | VII   | 12.   | 043:064 | 23:37  |
| 1983/84                      | Kreisliga A Bielefeld, Gr. 2   | VII   | 10.   | 055:056 | 28:32  |
| 1984/85                      | Kreisliga A Bielefeld, Gr. 2   | VII   | 16.   | 030:059 | 20:40  |
| 1985/86                      | Kreisliga B Bielefeld, Gr. 2   | VIII  | 02.   | 095:035 | 48:12  |
| 1986/87                      | Kreisliga A Bielefeld, Gr. 2   | VII   | 03.   | 065:047 | 38:22  |
| 1987/88                      | Kreisliga A Bielefeld, Gr. 2   | VII   | 03.   | 064:047 | 39:21  |
| 1988/89                      | Kreisliga A Bielefeld, Gr. 2   | VII   | 02.   | 059:039 | 40:20  |
| 1989/90                      | Kreisliga A Bielefeld, Gr. 2   | VII   | 08.   | 053:049 | 30:30  |
| 1990/91                      | Kreisliga A Bielefeld, Gr. 2   | VII   | 03.   | 077:028 | 46:12  |
| 1991/92                      | Kreisliga A Bielefeld, Gr. 1   | VII   | 02.   | 101:027 | 49:11  |
| 1992/93                      | Kreisliga A Bielefeld, Gr. 2   | VII   | 02.   | 085:029 | 42:18  |
| 1993/94                      | Kreisliga A Bielefeld, Gr. 2   | VII   | 01.   | 099:021 | 52:08  |
| 1994/95                      | Bezirksliga Westfalen, Gr. 2   | VII 2 | 15.   | 036:072 | 17:43  |
| 1995/96                      | Kreisliga A Bielefeld, Gr. 2   | VIII  | 09.   | 060:072 | 38 3   |
| 1996/97                      | Kreisliga A Bielefeld, Gr. 2   | VIII  | 16.   | 024:093 | 17     |
| 1997/98                      | Kreisliga B Bielefeld, Gr. 2   | IX    | 07.   | 051:59  | 39     |

| Saisonbilanzen seit 1998 |                                |       |       |               |               |
| Saison                   | Liga                           | Level | Platz | Tore          | Punkte        |
| 1998/99                  | Kreisliga B Bielefeld, Gr. 2   | IX    | 16.   | 044:68        | 30            |
| 1999/00                  | Kreisliga C Bielefeld, Gr. 4   | X     | 01.   | 214:15        | 82            |
| 2000/01                  | Kreisliga B Bielefeld, Gr. 2   | IX    | 01.   | 125:24        | 82            |
| 2001/02                  | Kreisliga A Bielefeld          | VIII  | 01.   | 127:30        | 81            |
| 2002/03                  | Bezirksliga Westfalen, Gr. 2   | VII   | 01.   | 082:20        | 68            |
| 2003/04                  | Landesliga Westfalen, Gr. 1    | VI    | 01.   | 080:30        | 64            |
| 2004/05                  | Verbandsliga Westfalen, Gr. 1  | V     | 16.   | 035:48        | 31            |
| 2005/06                  | Landesliga Westfalen, Gr. 1    | VI    | 02.   | 072:48        | 59            |
| 2006/07                  | Landesliga Westfalen, Gr. 1    | VI    | 11.   | 061:63        | 38            |
| 2007/08                  | Landesliga Westfalen, Gr. 1    | VI    | 01.   | 073:27        | 66            |
| 2008/09                  | Westfalenliga, Gr. 1           | VI 4  | 10.   | 055:60        | 44            |
| 2009/10                  | Westfalenliga, Gr. 1           | VI    | 05.   | 070:54        | 58            |
| 2010/11                  | Westfalenliga, Gr. 1           | VI    | 01.   | 066:33        | 68            |
| 2011/12                  | NRW-Liga                       | V     | 12.   | 045:66        | 38            |
| 2012/13                  | Oberliga Westfalen             | V     | 15.   | 053:69        | 33            |
| 2013/14                  | Oberliga Westfalen             | V     | 18.   | 030:69        | 16            |
| 2014/15                  | Westfalenliga Westfalen, Gr. 1 | VI    | 16.   | 025:58        | 22            |
| 2015/16                  | Landesliga Westfalen, Gr. 4    | VII   | 16.   | 000:0         | 00 5          |
| 2016/17                  | Bezirksliga Westfalen, Gr. 2   | VIII  | 04.   | 077:45        | 59            |
| 2017/18                  | Bezirksliga Westfalen, Gr. 2   | VIII  | 04.   | 081:43        | 59            |
| 2018/19                  | Bezirksliga Westfalen, Gr. 2   | VIII  | 06.   | 074:55        | 43            |
| 2019/20                  | Bezirksliga Westfalen, Gr. 2   | VIII  | 01.   | abgebrochen 6 | abgebrochen 6 |
| 2020/21                  | Landesliga Westfalen, Gr. 1    | VII   | –     | annulliert 7  | annulliert 7  |
| 2021/22                  | Landesliga Westfalen, Gr. 1    | VII   | 05.   | 065:64        | 48            |
| 2022/23                  | Landesliga Westfalen, Gr. 1    | VII   | 12.   | 065:73        | 44            |
| 2023/24                  | Landesliga Westfalen, Gr. 1    | VII   | 12.   | 051:54        | 42            |
| 2024/25                  | Landesliga Westfalen, Gr. 1    | VII   | 12.   | 050:59        | 37            |

## Persönlichkeiten

### Ehemalige Spieler
- Aleksei Belov
- Uwe Erich
- István Gál
- Ersin Gül
- Sedekia Haukambe
- Sandro Jurado García
- İlham Məmmədov
- Uğur Pamuk
- Julian Stöckner

### Trainerhistorie
- 1970er Jahre: Dieter Schulz
- bis 2005: Andreas Brandwein
- 2005–2006: Jürgen Prüfer
- 2006–2009: Mirko Jerenko
- 2009–2011: Mario Ermisch
- 2011–2012: Frederic Kollmeier
- 2012–2013: Zafer Atmaca
- 2013–2015: István Gál
- 2015: David Odonkor
- 2015–2019: Onur Erdem
- seit 2019: Jens Horstmann